# Frederic Maugham

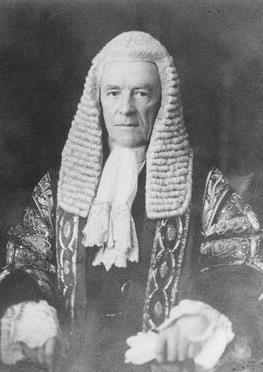
Frederic Maugham (ok. 1939)

Frederic Herbert Maugham, 1. wicehrabia Maugham (ur. 20 października 1866 w Paryżu, zm. 23 marca 1958) – brytyjski prawnik, sędzia i polityk, związany z Partią Konserwatywną, minister w pierwszym rządzie Neville’a Chamberlaina.
Był synem Roberta Maughama i Edith Snell, córki majora Charlesa Snella. Wykształcenie odebrał w Dover College oraz w Trinity Hall na Uniwersytecie Cambridge. W 1889 r. został przewodniczącym Cambridge Union Society. Następnie poświęcił się karierze prawniczej. W 1890 rozpoczął praktykę w korporacji Lincoln's Inn. W 1913 otrzymał tytuł Radcy Króla. Dwa lata później zasiadł we władzach korporacji. W latach 1928–1934 był sędzią Wydziału Kanclerskiego Sądu Najwyższego. W 1935 r. został Lordem Prawa i z tytułem barona Maugham zasiadł w Izbie Lordów.
W 1938 r. otrzymał stanowisko Lorda Kanclerza w gabinecie Chamberlaina, mimo iż wcześniej nie piastował żadnego stanowiska politycznego. Po wybuchu II wojny światowej i reorganizacji gabinetu Maugham zrezygnował ze stanowiska. W tym samym roku otrzymał tytuł 1. wicehrabiego Maugham.
W 1896 r. poślubił Helen Romer, córkę sir Roberta Romera. Frederic i Helen mieli razem jednego syna i trzy córki:
- Kate Mary Maugham (1897 – 30 października 1961), żona Roberta Bruce'a, miała dzieci
- Edith Honor Maugham (1901 – 1996), żona Sebastiana Earla, nie miała dzieci
- Diana Julia Maugham (16 września 1908 – 14 czerwca 2007), żona Kennetha Marra-Johnsona, nie miała dzieci
- Robert Cecil Romer Maugham (17 maja 1916 – 13 marca 1981), 2. wicehrabia Maugham

Lord Maugham zmarł w 1958 r. Tytuł wicehrabiego odziedziczył jego jedyny syn.

## Publikacje
- The Case of Jean Calas, 1928
- The Tichbourne Case, 1936
- The Truth About The Munich Crisis, 1944
- U.N.O. and War Crimes, 1951
- autobiografia At The End of The Day, 1951